# Jan z Příbrami
Jan z Příbrami (deutsch: Johann von Pibrans) (auch z Příbramě oder Jan Příbram) (* etwa 1387; † 20. Dezember 1448), war tschechischer Priester, Theologe der Hussiten und Schriftsteller.

## Leben
1408 nahm Jan z Příbrami an der Versammlung der böhmischen Bevölkerung an der Karls-Universität teil. 1409 erlangte er den akademischen Grad eines Baccalaureus und 1413 den eines Magister Artium. 1414 ist er einer der Zeugen der Erklärung von Johannes de Jessenicz (Jan z Jesenice) über den Widerspruch des Jan Hus zum Antritt beim Erzbistum. Nach dem Tod von Hus trat er als Sprecher der Prager Meister auf.
Auf der Versammlung von Čáslav 1421 wurde er zusammen mit Jan Želivský zum Berater von zwanzig gewählten Verwaltern in Glaubensfragen gewählt. Bereits im November 1421 gelang es Jan Želivský, ihn abwählen zu lassen. Beim Treffen der Prager Meister und der Priester aus Tábor in Konopiště 1423 und in Prag 1424 trat er energisch gegen die Taboriten auf. 1426 zerstritt er sich mit Petr Payn und bezeichnete die Lehre des John Wyclif für ketzerisch. Dies teilte die Prager Meister, die zum Teil befürchteten, dass die Lehre des Jan Hus ebenfalls als ketzerisch gelten könnte.
Jan z Příbrami wurde vor allem politisch von Zygmond Korybut gestützt. Nach dessen Vertreibung aus Böhmen 1427 wurde Jan z Příbrami aus Prag verbannt. Er hielt sich dann in Žatec auf, durfte 1429 nach Prag zurückkehren und inklinierte dem katholischen Glauben.
1424 stellte sich Jan z Příbrami auf die Seite des Kompaktats und beschwerte sich 1437 beim Kaiser für dessen Nichteinhaltung. 1437 begleitete er die böhmischen Gesandten nach Basel. Hier verteidigte er die Lehre der Utraquisten. 1439 wird er gemeinsam mit Prokop von Pilsen zum  Verwalter der böhmischen (utraquistischen) Kirche gewählt. Vergeblich war jedoch seine Mühe, dass der Papst Jan Rokycana zum Erzbischof von Prag ernennt.

## Werke
- Contra artikolos Picardorum – Verurteilung von 76 Artikeln der Taboriten
- De ritibus missae – Traktat, der die kirchliche Zeremonien gegen Taboriten verteidigt
- De professione fidei et errorum revocatione
- Knihy o zarmoucení velkých církve svaté i každě duše věrné - 1429
- Život kněží Táborských - kritika
- Apologie
- Postilla
- Malý traktát o válce
- O podmínkách spravedlivé války
- Proti pikartským článkům

## Biographie
- František Michálek Bartoš: Literární činnost M. Jana Rokycany, M. Jana Příbrama etc., Praha 1928